# CYB561D1
CYB561D1 (англ. Cytochrome b561 family member D1) – білок, який кодується однойменним геном, розташованим у людей на 1-й хромосомі. Довжина поліпептидного ланцюга білка становить 229 амінокислот, а молекулярна маса — 25 424.
| 10         |  | 20         |  | 30         |  | 40         |  | 50         |
| ---------- |  | ---------- |  | ---------- |  | ---------- |  | ---------- |
| MQPLEVGLVP |  | APAGEPRLTR |  | WLRRGSGILA |  | HLVALGFTIF |  | LTALSRPGTS |
| LFSWHPVFMA |  | LAFCLCMAEA |  | ILLFSPEHSL |  | FFFCSRKARI |  | RLHWAGQTLA |
| ILCAALGLGF |  | IISSRTRSEL |  | PHLVSWHSWV |  | GALTLLATAV |  | QALCGLCLLC |
| PRAARVSRVA |  | RLKLYHLTCG |  | LVVYLMATVT |  | VLLGMYSVWF |  | QAQIKGAAWY |
| LCLALPVYPA |  | LVIMHQISRS |  | YLPRKKMEM  |  |            |  |            |

A: Аланін

C: Цистеїн

E: Глутамінова кислота

F: Фенілаланін

G: Гліцин

H: Гістидин

I: Ізолейцин

K: Лізин

L: Лейцин

M: Метіонін

P: Пролін

Q: Глутамін

R: Аргінін

S: Серин

T: Треонін

V: Валін

W: Триптофан

Задіяний у таких біологічних процесах, як транспорт, транспорт електронів, альтернативний сплайсинг. 
Білок має сайт для зв'язування з іонами металів, іоном заліза, гемом. 
Локалізований у мембрані.